# Hausverbot
Unter Hausverbot versteht man das ausdrückliche Verbot des Betretens oder Verweilens in einer Wohnung, in Geschäftsräumen oder auf dem Grundstück eines anderen, der innerhalb dieses Bereiches über das Hausrecht verfügt. 

## Voraussetzungen
Das Hausverbot kann vom Berechtigten grundsätzlich beliebig ausgesprochen werden und ist nicht an ein Fehlverhalten gebunden.

### Geschäftsräume
Wichtige Ausnahme sind Geschäftsräume, die für den allgemeinen Publikumsverkehr geöffnet sind. Hier ist ein willkürlicher Ausschluss einzelner Personen nicht möglich, da er in das mittelbar auf das Zivilrecht einwirkende allgemeine Persönlichkeitsrecht und den Gleichheitsgrundsatz eingreift. Ein Hausverbot muss in diesem Fall daher einen sachlichen Grund haben, es sei denn, es wird (durch einen Türsteher o. Ä.) ausdrücklich erkennbar, dass eine individuelle Zugangskontrolle stattfindet. Auch in diesem Fall gilt aber das AGG. Einschränkungen können sich auch aus Vertrag, Wettbewerbsrecht und der Grundrechtsbindung öffentlich beherrschter Unternehmen ergeben.

### Dritte
Ein Hausverbot kann nicht ausgesprochen werden, um jemandem den Zugang zu seinem eigenen Hausrechtsraum oder zu einem Raum, in den er von einer dritten das Hausrecht innehabenden Person ausdrücklich eingeladen wurde, abzuschneiden, wenn beispielsweise der Hausrechtsraum von dem Hausrechtsraum einer anderen Person umschlossen wird. In diesem Fall wäre das Hausverbot rechtlich ungültig.
Dieser Fall würde zum Beispiel eintreten, wenn eine Person in einem Mietshaus vom Vermieter oder Hausmeister Hausverbot erteilt bekommen hatte und irgendwann später von einem der Mieter in dessen Wohnung eingeladen wird. Diese eingeladene Person (Besucher) wäre allerdings verpflichtet, den Hausflur schnellstmöglich zu durchqueren und sich nicht dort aufzuhalten.

## Öffentlich-rechtliches Hausverbot
In öffentlichen Einrichtungen kann ein Hausverbot mit einem Verstoß gegen die Hausordnung begründet werden. Zudem kann ein öffentlich-rechtliches Hausverbot ausgesprochen werden, wenn eine Störung des widmungsgemäßen Betriebs der öffentlichen Einrichtung vorliegt.
Im öffentlich-rechtlichen Bereich ist ein erteiltes Hausverbot ein Verwaltungsakt, wenn die Nutzung der Einrichtung öffentlich-rechtlich geprägt ist. Ein Verwaltungsakt muss inhaltlich (insbesondere örtlich, zeitlich und sachlich) hinreichend bestimmt sein (§ 37 Abs. 1 VwVfG). Auf unverzügliches Verlangen ist ein mündlich ausgesprochener Verwaltungsakt schriftlich zu bestätigen, wenn daran ein berechtigtes Interesse besteht (§ 37 Abs. 2 S. 2 VwVfG).

## Rechtsfolge bei Verstoß
Ein Verstoß gegen ein Hausverbot kann den Straftatbestand des Hausfriedensbruchs (§ 123 StGB) erfüllen. Ob dies der Fall ist, entscheidet auf Strafantrag des im Hausrecht Verletzten der gesetzliche Strafrichter im Verfahren nach der Strafprozessordnung. Ein Verstoß gegen die Tatbestände der strafrechtlichen Norm kann mit Freiheitsstrafe bis zu einem Jahr oder Geldstrafe bestraft werden (§ 123 StGB). Gem. § 1004 BGB bzw. § 862 BGB kann der im Hausrecht Verletzte den Unterlassungsanspruch auf zivilrechtlichem Weg durchsetzen.

## Dauer des Hausverbots
Hausverbote können zeitlich begrenzt oder auch zeitlich unbegrenzt sein. Welche Form angewandt wird, ist Sache des Hausrecht-Inhabers, sofern keine verbindlichen Regelungen festgelegt sind. Wurden aber solche verbindlichen Regelungen festgelegt, dann erlöschen diese (und damit auch das erteilte Hausverbot) im Regelfall, wenn der Pächter oder Besitzer des Gebäudes, für welches ein Hausverbot ausgesprochen wurde, gewechselt hat.